# ناوشکن کلاس واکلین
دیسترویر کلاس واکلین (به انگلیسی: Vauquelin-class destroyer) یک کلاس از کشتی است که طول آن ۱۲۹ متر (۴۲۳ فوت ۳ اینچ) می‌باشد.